# PCDHB5
PCDHB5‏ (Protocadherin beta 5) هوَ بروتين يُشَفر بواسطة جين PCDHB5 في الإنسان.